# Liberty Media
Liberty Media és una empresa estatunidenca de mitjans de comunicació de massa controlada pel seu president i propietari, John C. Malone, qui posseeix una majoria de les accions. Forma part de l'índex NASDAQ-100. El 2008, el grup News Corporation de Rupert Murdoch va vendre les seves accions a John C. Malone.
El 22 de desembre de 2014 John C. Malone transferí el càrrec de cap executiu de TripAdvisor a Greg Maffei una setmana abans de donar-li el càrrec de cap executiu de l'empresa Liberty Media. Amb aquesta acció Liberty TripAdvisor passà a tindre el 57% de poder de votació a TripAdvisor.
El 2016 Liberty Media era coneguda com el "rei del cable" per la compra i venda d'empreses de comunicació.

## Compra del Formula One Group
El setembre 2016, Liberty Media va acordar la compra del Formula One Group per 4,4 mil milions de dòlars US (3,3 bilions GBP) Prèviament, CVC Capital Partners havia anunciat la venda d'una participació del 18,7 % del Formula One Group a Liberty Media, valorant el conjunt del paquet d'accions en uns 8 mil milions de dòlars.

## Compra de Dorna Sports
El Campionat del Món de Motociclisme de velocitat (MotoGP) és gestionat per l'empresa espanyola Dorna Sports, que a principis d'abril de 2024 va passar a estar controlada per Liberty Media, amb una inversió de 3.600 milions d'euros pel 86% de la societat. El 14% restant va seguir en mans de l'equip directiu de Dorna, encapçalat per Carmelo Ezpeleta.

## Societats
- Bodybuilding.com
- QVC
- ProFlowers
- BuySeasons
- Expedia
- IAC/InterActiveCorp
- OpenTV
- Backcountry.com
- WFRV-TV

## Societats amb% parcial
- DirecTV Group (54 % ; 24 % de la família Malone)
- Time Warner (2,6 %)
- Starz Encore Group (Starz Media, Encore)
- truTV (abans Court TV) (50 %, conjuntament amb Time Warner, part d'accions venuda l'any 2006)
- Game Show Network (GSN) (50 %) & Sony Pictures
- Atlanta Braves (equip de baseball)
- Overture Films
- Fanball.com (Fantasy esport)
- Dorna Sports (86%, gestora de MotoGP)[5]

## John C. Malone CEO
- Discovery Holding Company
- The Nature Conservancy

## Ingressos dels dirigents
Gregory Maffei va guanyar 87,5 milions de dollars el 2009.